# Gornja Slatina (Šamac)
Pour les articles homonymes, voir Gornja Slatina.
Gornja Slatina (en serbe cyrillique : Горња Слатина) est un village de Bosnie-Herzégovine. Il est situé dans la municipalité de Šamac et dans la république serbe de Bosnie. Selon les premiers résultats du recensement bosnien de 2013, il compte 1 027 habitants.

## Démographie

### Évolution historique de la population dans la localité
| 1948 | 1953 | 1961  | 1971  | 1981  | 1991  | 2013  |
| ---- | ---- | ----- | ----- | ----- | ----- | ----- |
| -    | -    | 2 051 | 2 110 | 2 055 | 1 361 | 1 027 |

|  |